# Saint-Martin-Lys
Saint-Martin-Lys är en kommun i departementet Aude i regionen Occitanien  i södra Frankrike. Kommunen ligger  i kantonen Quillan som ligger i arrondissementet Limoux. År 2022 hade Saint-Martin-Lys 24 invånare.

## Befolkningsutveckling
Antalet invånare i kommunen Saint-Martin-Lys
Referens: INSEE